# Angelo Agostini
Angelo Agostini (Vercelli, 8 de abril de 1843 — Rio de Janeiro, 28 de janeiro de 1910) foi um desenhista, ilustrador, jornalista e caricaturista ítalo-brasileiro que é considerado o artista gráfico mais importante do Segundo Reinado e um dos pioneiros das histórias em quadrinhos em escala mundial. Sua vasta obra, produzida ao longo de mais de quatro décadas, constitui uma crônica satírica e crítica da sociedade e da política brasileira, abrangendo desde a Guerra do Paraguai até a consolidação da República Velha.
Agostini foi o fundador de periódicos icônicos como o Diabo Coxo e, principalmente, a Revista Illustrada, que se tornou uma das mais influentes e longevas publicações do Império do Brasil. Em suas páginas, combateu ferozmente a escravidão e o clero, além de criticar a monarquia e o próprio imperador D. Pedro II. É creditado pela criação daquela que é considerada a primeira história em quadrinhos brasileira e uma das mais antigas do mundo, As Aventuras de Nhô Quim ou Impressões de Uma Viagem à Corte, publicada a partir de 30 de janeiro de 1869.
Sua vida pessoal foi tão turbulenta quanto sua carreira política, marcada por um relacionamento com a pintora Abigail de Andrade que escandalizou a sociedade da época e o forçou a um breve exílio na Europa. Seu legado é celebrado anualmente com o Prêmio Angelo Agostini e o Dia do Quadrinho Nacional, estabelecido na data de sua publicação pioneira.

## Biografia

### Primeiros anos e formação na Europa
Angelo Agostini nasceu em Vercelli, uma comuna na região do Piemonte, então parte do Reino da Sardenha. Ainda na infância, mudou-se para Paris com sua mãe, a cantora lírica Raquel Agostini, onde viveu sua adolescência e iniciou seus estudos artísticos. Este período na capital francesa, um dos maiores centros culturais e políticos do século XIX, foi fundamental para sua formação intelectual e artística, colocando-o em contato com a efervescente tradição da caricatura e da imprensa satírica europeia, notadamente a francesa, que tinha em Honoré Daumier um de seus maiores expoentes.
Em 1859, aos dezesseis anos, acompanhou sua mãe que viajava ao Brasil para uma turnê de canto, desembarcando em São Paulo.

### Chegada ao Brasil e a imprensa paulistana
A carreira de Agostini como cartunista teve início em São Paulo, em 1864, com a fundação do jornal Diabo Coxo. Lançado em 1º de outubro, foi o primeiro periódico ilustrado da cidade e contava com a colaboração textual do poeta, advogado e ardoroso abolicionista Luís Gama. A publicação era notória por seu humor afiado e suas críticas à realidade local, mirando a política, os costumes e as figuras da elite paulistana. Apesar da repercussão, a revista teve vida curta, sendo encerrada em 1865.
Em 1866, Agostini lançou um novo desafio à conservadora sociedade paulista: o jornal Cabrião. Ainda mais combativo, o periódico intensificou os ataques ao clero, à monarquia e às elites escravocratas. Suas charges eram consideradas tão provocadoras que a sede do jornal chegou a ser depredada por grupos conservadores, e Agostini sofreu perseguições. O Cabrião consolidou sua fama de polemista, mas, pressionado financeira e politicamente, também foi descontinuado em 1867.

### Consolidação no Rio de Janeiro
Após o fechamento do Cabrião, Agostini mudou-se para o Rio de Janeiro, então capital do Império. Na corte, encontrou um ambiente cultural e político mais dinâmico, onde seu talento floresceu. Começou a colaborar com importantes periódicos, como O Mosquito e A Vida Fluminense.

#### A Vida Fluminensee o pioneirismo deNhô Quim
Foi nas páginas de A Vida Fluminense que Agostini publicou sua obra mais revolucionária. Em 30 de janeiro de 1869, veio a lume o primeiro capítulo de As Aventuras de Nhô Quim ou Impressões de Uma Viagem à Corte. A série narrava, em quadros sequenciais com texto em formato de legenda, as peripécias de um caipira (personagem rural) que se muda para a cidade grande e se espanta com os costumes e a corrupção da corte.
A obra é considerada a primeira história em quadrinhos do Brasil e uma das mais antigas do mundo, antecipando em mais de duas décadas o famoso The Yellow Kid norte-americano. Agostini utilizou recursos gráficos inovadores para a época, estabelecendo uma narrativa visual contínua que satirizava a sociedade urbana através do olhar ingênuo do protagonista. A série foi publicada de forma irregular e posteriormente interrompida pelo artista, sendo retomada brevemente por outro desenhista.

#### Revista Illustrada: Apogeu e combate político

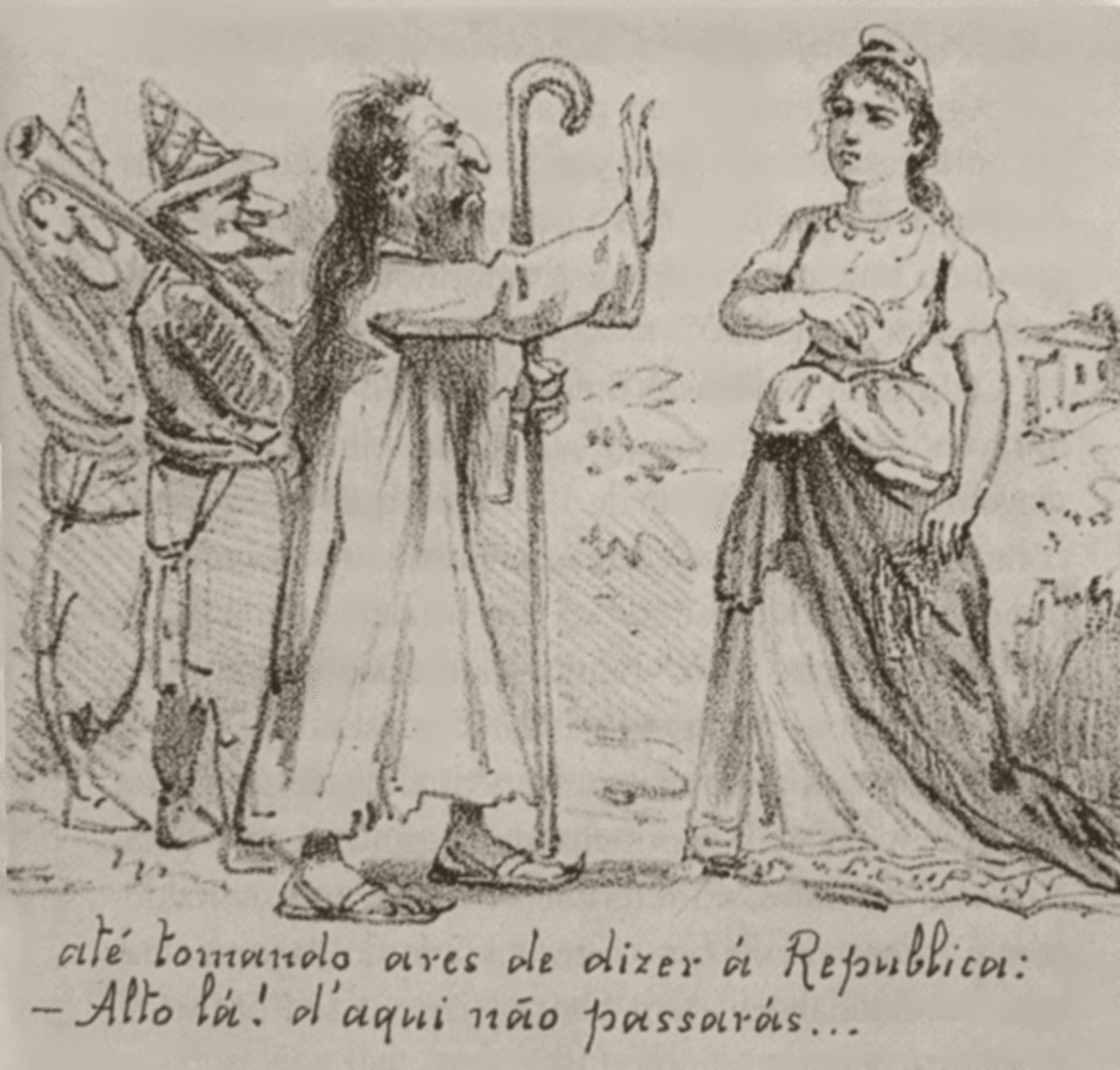
A Revista Illustrada, de Angelo Agostini, periódico republicano, retratava Antônio Conselheiro de forma caricatural, com séquito de bufões armados com velhos bacamartes, tentando "barrar" a República.

Em 1 de janeiro de 1876, Agostini fundou a Revista Illustrada, seu projeto mais ambicioso e duradouro. A revista tornou-se um marco editorial e a principal plataforma para suas campanhas políticas. Por meio de litografias de página inteira e charges corrosivas, Agostini liderou uma incansável campanha pela abolição da escravatura. Suas imagens que denunciavam a brutalidade do sistema escravista tiveram enorme impacto na opinião pública.
Além da causa abolicionista, a revista criticava a Guerra do Paraguai, ironizava a figura do Imperador D. Pedro II — frequentemente retratado como um velho sonolento e alheio aos problemas do país — e defendia ideais republicanos. A Revista Illustrada circulou por mais de duas décadas, testemunhando a queda do Império e os primeiros anos da República.

#### A Criação deZé Caipora
Na Revista Illustrada, em 1883, Agostini criou outro personagem icônico: As Aventuras de Zé Caipora. Diferente de Nhô Quim, Zé Caipora era um personagem mais fantástico, um caçador azarado que vivia em conflito com os animais da floresta, os quais sempre levavam a melhor. As histórias, mudas e de grande dinamismo visual, foram um sucesso estrondoso. Em 1886, a série foi reunida e publicada em formato de álbum, o que alguns pesquisadores consideram a primeira revista em quadrinhos com um personagem fixo lançada no Brasil. O personagem seria retomado por Agostini anos mais tarde em outras publicações, como O Tico Tico.

## Vida pessoal e o exílio em Paris

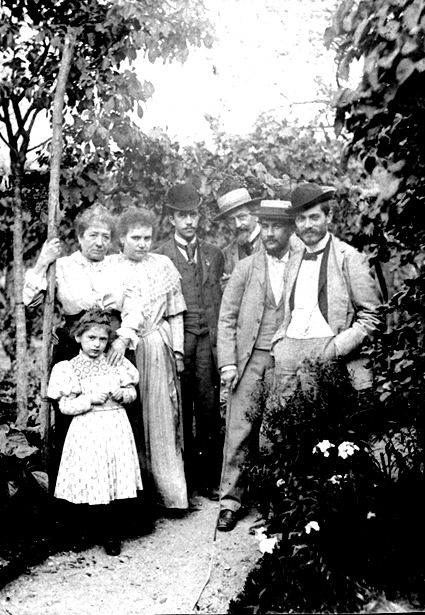
Da esquerda para a direita: Angelina Agostini (filha de Angelo Agostini, então com 5 anos), a mãe dos Bernardelli, uma senhora desconhecida, o filho de Angelo Agostini, Angelo Agostini, Félix Bernardelli e Eliseu Visconti - Paris - 1893.

### O relacionamento com Abigail de Andrade
No Rio de Janeiro, Agostini, já casado com Leopoldina, envolveu-se em uma relação amorosa com sua aluna de desenho, Abigail de Andrade. Nascida em Vassouras, Abigail era uma artista talentosa e promissora, sendo a única mulher a receber a medalha de ouro na Exposição Geral de Belas Artes de 1884, um feito notável para uma mulher no século XIX.
O relacionamento extraconjugal e a gravidez de Abigail em 1888 causaram um grande escândalo na sociedade conservadora da corte imperial. Pressionados pela opinião pública e pelo preconceito, o casal foi forçado a deixar o Brasil. Em outubro de 1888, eles partiram para Paris com a filha recém-nascida, Angelina Agostini.

### Tragédia na Europa e retorno
A vida em Paris foi marcada por tragédias. Em abril de 1889, nasceu o segundo filho do casal, também chamado Angelo. No entanto, o bebê morreu pouco tempo depois, vítima de tuberculose. A perda abalou profundamente Abigail, que, já enfraquecida pela doença, faleceu no ano seguinte, em 1890, com apenas 26 anos.
Arrasado, Angelo Agostini retornou ao Rio de Janeiro com a filha Angelina, que, seguindo os passos dos pais, se tornaria uma pintora reconhecida.

## Últimos anos e legado
De volta ao Brasil, Agostini retomou sua carreira com vigor. Em 1895, fundou a revista Don Quixote, que circulou até 1906. Colaborou ativamente com a revista infantil O Tico Tico, onde retomou as histórias de Zé Caipora, que foram publicadas até dezembro de 1906. Trabalhou também para as revistas O Malho e para o jornal Gazeta de Notícias, entre outros, mantendo sua produção crítica até o fim da vida.
Angelo Agostini faleceu no Rio de Janeiro em 28 de janeiro de 1910.

### Influência e reconhecimento póstumo
Agostini é uma figura central para a história da imprensa, da arte e das histórias em quadrinhos no Brasil. Sua obra é um espelho crítico de um período de profundas transformações no país. Ele não apenas documentou, mas influenciou ativamente os debates sobre a abolição e a República. Como artista, desenvolveu uma linguagem gráfica única e foi pioneiro na criação de narrativas sequenciais que são a base dos quadrinhos modernos.

### Homenagens
O legado de Angelo Agostini é celebrado de duas maneiras principais no Brasil:
- Dia do Quadrinho Nacional: Comemorado em 30 de janeiro, a data foi instituída pela Associação dos Quadrinhistas e Caricaturistas de São Paulo (AQC-SP) em homenagem à data da primeira publicação de As Aventuras de Nhô Quim, em 1869.[14]

- Prêmio Angelo Agostini: Criado em 1985 pela mesma AQC-SP, é um dos mais importantes e tradicionais prêmios dedicados aos quadrinhos no Brasil. Anualmente, premia os melhores artistas, roteiristas, publicações e personalidades da área, mantendo vivo o nome de seu patrono.[15]